# Лорд Дансени
Эдвард Джон Мортон Дракс Планкетт, 18-й барон Дансени (англ. Edward John Moreton Drax Plunkett, 18th Baron of Dunsany; 24 июля 1878, Лондон, — 25 октября 1957, Дублин) — ирландский англоязычный писатель

 и поэт, один из зачинателей жанра фэнтези. Аристократ. Больше известен под именем Лорд Дансени (Дансейни; англ. Lord Dunsany) — так подписаны все его публикации.

## Биография
Родился в семье богатых аристократов и провёл большую часть жизни неподалёку от Тары в средневековом замке Дансени — старейшей непрерывно обитаемой усадьбе Ирландии. Титул лорда Дансени, учреждённый в XV веке, — второй по времени создания в современном пэрстве Ирландии.
Окончив привилегированную школу Чим-скул, Эдвард поступил в Итонский колледж, а затем в Королевский военный коллекдж в Сандхерсте, который окончил в 1896-м.
После смерти отца в 1899 году стал 18-м бароном Дансени.
В 1904 году женился на леди Беатрис Чайлд-Вильерс (12.10.1880—30.05.1970), младшей дочери британского банкира, консервативного политика, 7-го графа Джерси Виктора Альберта Джорджа Чайлд-Вильерса. Через два года родился их единственный ребёнок — Рэндал Артур Генри Планкетт (25.08.1906—8.02.1999), будущий 19-й барон Дансени, ирландский пэр.
Эдвард Планкетт, подобно двоюродному брату матери — капитану сэру Ричарду Бёртону,  путешественнику, который прославился своими исследованиями Азии и Африки, писателю, поэту, полиглоту, этнографу,  — любил путешествовать и охотиться. Он выиграл чемпионат Ирландии по стрельбе из пистолета, увлекался крикетом, изобрёл асимметричные шахматы (обычный набор фигур против 32 пешек) и однажды сыграл вничью с чемпионом мира Капабланкой. Участвовал в четырёх военных кампаниях, в одной из которых получил ранение. В 1940 был приглашён на должность профессора на кафедру английского языка в Афинском университете. Однако вскоре из-за вторжения нацистской Германии в Грецию в апреле 1941 года ему пришлось покинуть страну и сложным, кружным путём возвратиться домой.
В 1947 году перебрался в свой дом в Шореме, в графстве Кент, время от времени выезжал в Лондон, в США и др. В 1957-м, находясь в Ирландии, почувствовал себя плохо; умер от аппендицита в больнице в Дублине на 80-м году жизни.

## Творчество
Богатый дилетант, Дансени писал в основном для развлечения, а книги издавал за свой счёт под именем лорд Дансени (англ. Lord Dunsany). Он покровительствовал ирландским литераторам и театру Аббатства. Один из его сборников подготовил к изданию нобелевский лауреат У. Б. Йейтс. По признаниям Г. Лавкрафта и Р. Говарда, произведения Дансени оказали большое влияние на их творчество.
Лорд Дансени числится среди отцов-основателей жанра фэнтези благодаря книгам о воображаемой стране Пегана — сборникам «Боги Пеганы» (1905), «Время и боги» и рассказам из книги «Сказания трёх полушарий». Также известны и важны для развития фэнтези как литературного жанра роман «Дочь короля Эльфландии» и сборник «Книга чудес».
Не столь популярны реалистические и детективные сочинения Дансени, такие как, например, полторы сотни рассказов о Джозефе Джоркенсе и научно-фантастический роман о восстании машин — «Последняя революция».
Пьесы лорда Дансени с успехом шли в театрах Великобритании и США.

## На русском языке
- Рассказы сновидца. — СПб.: Амфора, 2000. — 525 с. («Личная библиотека Борхеса»)
- Благословение Пана. — М.: Текст, 2002.
- Книга Чудес / Пер. А. Сорочана // Мифотворцы: Портал в Европу / Сост.: Владимир Аренев, Михаил Назаренко. — Киев: ИД «Сварог», 2006. — С. 445—490. — ISBN 966-8970-09-8.
- Книга Чудес / Пер. А. Сорочана. — М.: оПУС, 2013. — 800 с.; 16 л. илл.